# The End of the Tour - Un viaggio con David Foster Wallace
The End of the Tour - Un viaggio con David Foster Wallace (The End of the Tour) è un film del 2015 diretto da James Ponsoldt, basato sul libro del giornalista David Lipsky Come diventare se stessi.

## Trama
Nell'inverno del 1996 il giornalista David Lipsky della rivista Rolling Stone chiede e ottiene di essere inviato a scrivere un profilo sullo scrittore David Foster Wallace, la “rockstar della letteratura americana”, che è quasi alla fine del tour promozionale del suo libro intitolato Infinite Jest, che sta riscuotendo un successo enorme, diventando il caso letterario del decennio. Nei cinque giorni successivi i due uomini, che non si conoscono, si imbarcano in un viaggio in cui scopriranno che ognuno di loro sta cercando di capire quale posto occupare nella propria vita.

## Promozione
È stato presentato in anteprima al Sundance Film Festival 2015.
In Italia è stato presentato in Selezione Ufficiale alla Festa del Cinema di Roma 2015.

## Distribuzione
Negli Stati Uniti il film è uscito il 31 luglio 2015, distribuito dalla A24. In Italia l'uscita è uscito l'11 febbraio 2016, con distribuzione Adler Entertainment.

## Accoglienza
Il film ha ricevuto recensioni molto positive, con un punteggio del 91% "Certified Fresh" su Rotten Tomatoes, con una valutazione media di 8,2 su 10. Il film ha anche un punteggio di 82 su 100 basato su 35 recensioni su Metacritic.
Nella sua recensione per il New York Daily News, Joe Neumaier ha premiato il film con cinque stelle su cinque, definendolo "uno dei migliori film dell'anno", mentre la giornalista Ann Hornaday del Washington Post ha dato alla pellicola quattro stelle su quattro, definendolo "una conversazione di cinque giorni che vorresti non finisse mai".